# Zonitis yorkensis
Zonitis yorkensis es una especie de coleóptero de la familia Meloidae.

## Distribución geográfica
Habita en Australia.